# 小行星3533
小行星3533（3533 Toyota）是一颗围绕太阳公转的小行星。1986年10月30日，鈴木憲藏、浦田武在丰田市发现了此天体。
該小行星以鈴木的居住地日本愛知縣豐田市命名。
这颗小行星的绝对星等为237.73741等。